# Bahnhof Quickborn
Der Bahnhof Quickborn ist eine Station der AKN-Linie A1 an der Bahnstrecke Hamburg-Altona–Neumünster im HVV-Tarif. Der Bahnhof verfügt über eine Park and Ride-Anlage.

## Geschichte
Der Bahnhof wurde zusammen mit der ersten AKN-Strecke am 8. September 1884 für den Personenverkehr eröffnet.
Im Unterschied zu den Bahnhöfen Henstedt-Ulzburg, Kaltenkirchen und Eidelstedt Zentrum wurde dieser Bahnhof nicht tieferlegt, als er zur Jahrtausendwende modernisiert und umgebaut wurde.
Im Jahr 2018 stiegen hier täglich rund 3000 Personen ein und aus.

## Lage
Der Bahnhof verfügt über 110 m lange und 76 cm hohe Außenbahnsteige.
Im Bahnhofsgebäude gibt es eine AKN-Servicestelle sowie Geschäfte und Imbissmöglichkeiten.

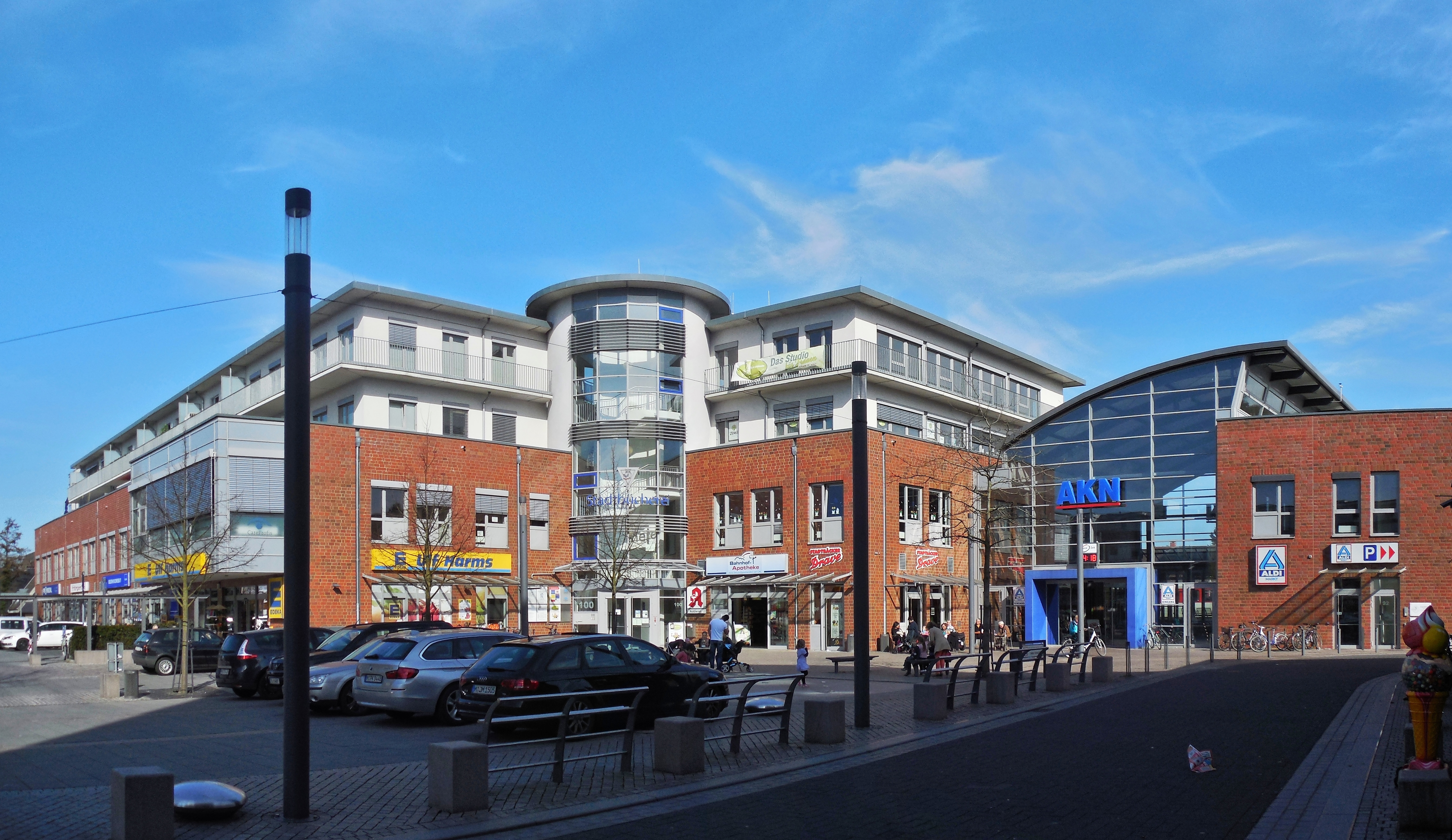
Der Vorplatz und das Zugangsgebäude

## Verkehr
Die AKN-Linie A1 verkehrt tagsüber im 20-Minuten- und in der Hauptverkehrszeit im 10-Minuten-Takt. Samstags und sonntags gibt es einen 30-Minuten-Takt, nachts einen 60-Minuten-Takt.
Ansonsten verkehren hier die HVV-Buslinien 194, 294 und 594.
| Linie | Verlauf |
| ----- | --- |
| A1    | Eidelstedt – Eidelstedt Zentrum – Hörgensweg – Schnelsen – Burgwedel – Bönningstedt – Hasloh – Quickborn Süd – Quickborn – Ellerau – Tanneneck – Ulzburg Süd (– Henstedt-Ulzburg – Kaltenkirchen Süd – Kaltenkirchen) |